# 18–20 King Street (Stranraer)

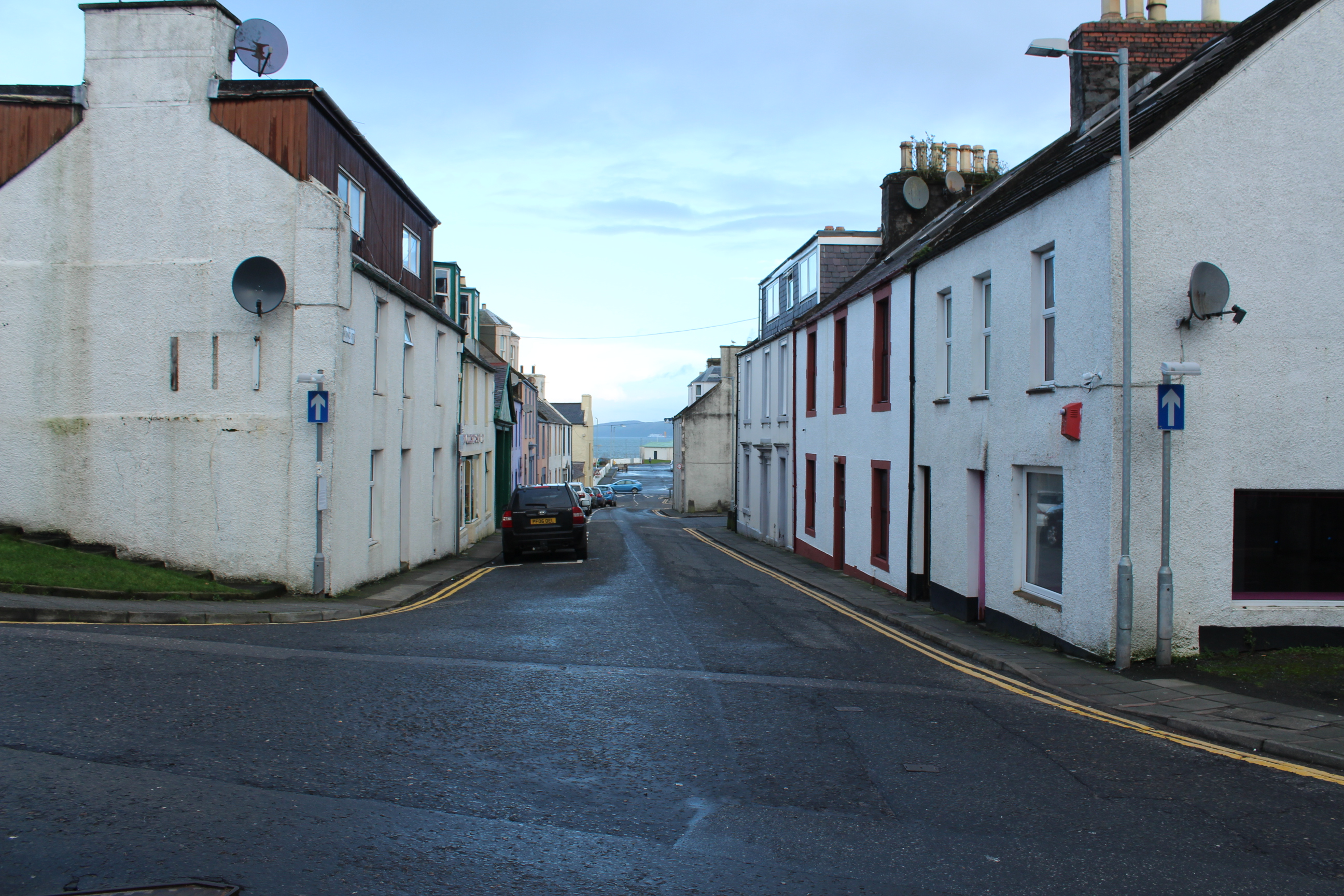
18–20 King Street ist das zweite Gebäude an der linken Straßenseite

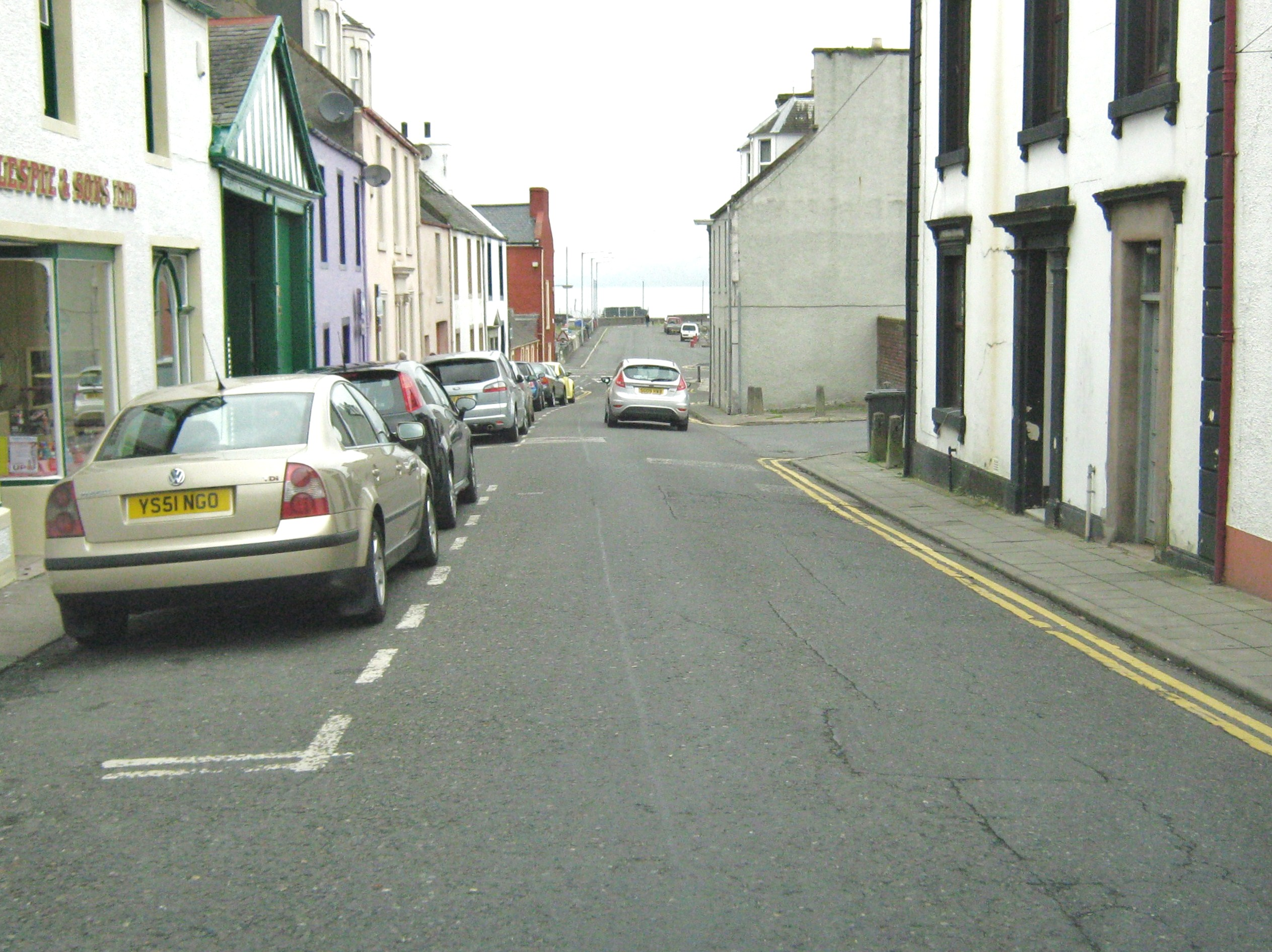
Am linken Bildrand sind Teile der Schaufenster zu sehen

Unter der Adresse 18–20 King Street in der schottischen Stadt Stranraer in der Council Area Dumfries and Galloway befindet sich ein Wohn- und Geschäftsgebäude. 1998 wurde das Bauwerk in die schottischen Denkmallisten in der höchsten Denkmalkategorie A aufgenommen.

## Beschreibung
Das Gebäude liegt an der Westseite der King Street nahe den Hafenanlagen am Loch Ryan im Zentrum der Stadt Stranraer. Das Baujahr des zweistöckigen Gebäudes mit ausgebautem Dachgeschoss ist nicht exakt überliefert, sodass nur das frühe 19. Jahrhundert als Bauzeitraum angegeben werden kann. Im späten 19. Jahrhundert wurde das Gebäude ergänzt.
Im Erdgeschoss sind die Verkaufsräume einer Bäckerei eingerichtet. Rechts verläuft ein giebelständiges Nebengebäude mit den zugehörigen Produktionsräumen. Die ostexponierte Frontseite ist mit Harl verputzt. Links ist ein flächiges Element aus Schaufenster und Eingangstüre eingelassen. Das Schaufenster verläuft geschwungen zu der hölzernen Türe hin. Rechts ist ein Fensterelement verbaut, welches stilisiert die Merkmale eines Venezianischen Fensters aufgreift. Die straßenseitige Fassade der rechts gelegenen Produktionsräume ist mit flächigen Holzelementen gestaltet, die auch das Giebeldreieck ausfüllen. Das Gebäude schließt mit schiefergedeckten Satteldächern.